# Pierre Mazeaud
Pierre Mazeaud (Lyon, 24 de agosto de 1929) es un jurista, político y alpinista francés.

## Biografía

### Carrera política
Pierre Mazeaud obtuvo el doctorado en Derecho por la Universidad de París (Sobre el matrimonio y la condición de la mujer casada en la Antigua Roma).
Desde el año 1961 hasta 1964, fue magistrado. En los años sesenta y setenta desempeñó diversos cargos públicos de carácter secundario, algunos relacionados con el deporte y la juventud. En 1976, se convirtió en consejero del Conseil d'État, un cargo del que se retiró el 25 de agosto de 1995.
En febrero de 2004, fue nombrado presidente del Consejo Constitucional de Francia por el Presidente de la república Jacques Chirac, reemplazando a Yves Guéna, hasta que fue sucedido por Jean-Louis Debré en febrero de 2007. Desde febrero de 1998, fue presidente del Consejo Constitucional.

### Alpinismo
La principal afición de Pierre Mazeaud es el alpinismo, que practicó a alto nivel. Descubrió la montaña con su padre en Grenoble donde vivían. Cumplió su servicio militar en 1952 con los cazadores alpinos.
En 1956, Pierre Mazeaud ascendió al Piz Badile por su cara norte, en la cadena de la Bernina, y escaló la cara norte de la Aiguille du Plan en el macizo del Mont Blanc. Al año siguiente, realizó en el macizo del Mont Blanc el ascenso de la arista sur de la Aiguille Noire de Peuterey y, en los Dolomitas, las caras norte de la Cima Oeste y de la Cima Grande. En 1959, Pierre Mazeaud abrió con René Desmaison la vía directa de la cara norte de la Cima Oeste.
En 1960, con Pierre Kohlmann, Pierre Mazeaud abrió numerosas vías dentro del macizo del Mont Blanc. El 11 de julio de 1961, Mazeaud y otros escaladores casi murieron en el macizo del Mont Blanc debido a una inesperada tormenta que se prolongó durante días. De los siete alpinistas, cuatro franceses y tres italianos, que pretendían ascender el Pilar Central de Frêney, en la vertiente italiana del Mont Blanc, solamente sobrevivieron tres: Walter Bonatti, Roberto Gallieni y Mazeaud, en la que se conoció como "tragedia del Pilar Central de Frêney". 
En julio de 1962, Walter Bonatti y Pierre Mazeaud efectuaron la primera ascensión de la vertiente este de las Petites Jorasses dentro del macizo del Mont Blanc. En 1965, con Ignazio Piussi y Roberto Sorgato, Pierre Mazeaud realizó la primera ascensión directa de la vertiente noroeste de la Civetta en los Dolomitas.
En 1978, Pierre Mazeaud dirigió la primera expedición francesa victoriosa al Everest. Alcanzó la cumbre el 15 de octubre acompañado por los franceses Jean Afanassieff y Nicolas Jaeger y del austriaco Kurt Diemberger.

## Condecoraciones
- Gran oficial de la Legión de Honor
- Oficial del Mérito deportivo

## Obras
- Le Mariage et la condition de la femme mariée à Rome (Tesis de derecho romano).
- Montagne pour un homme nu (1971, reed. 1998)
- Éverest 78 (1978).
- Sports et liberté (1980).
- Nanga-Parbat, Montagne cruelle (1982). En España, Nanga Parbat, Mr Ediciones, 1984, ISBN 978-84-270-0867-0
- Des cailloux et des mouches-ou l’échec à l’Himalaya (1985).
- Rappel au règlement (1995).
- En toute liberté (1998).